# Ведьма из Блэр: Новая глава
«Ведьма из Блэр: Новая глава» (англ. Blair Witch) — американский фильм ужасов 2016 года, снятый в жанре «найденной плёнки» режиссёром Адамом Вингардом. Являясь сюжетным продолжением первой части франшизы, лента повествует о группе студентов, пытающихся выяснить обстоятельства загадочного исчезновения своих ровесников в лесах Мэриленда.
Премьерный показ «Ведьмы из Блэр» состоялся в июле 2016 года на международном фестивале Comic-Con. Старт проката в США начался 16 сентября.
Фильм получил в основном негативные отзывы за слабые сценарий и спецэффекты.

## Сюжет
Фильм смонтирован из видеоматериалов, найденных в лесу 15 мая 2014 года.
Прошло двадцать лет после событий 1994 года, когда группа молодых кинематографистов пропала в лесу во время съёмок документального фильма о местной легенде — ведьме из Блэр. Один из местных молодых людей находит в лесу потерянные видеокамеры и выкладывает фрагменты записей в YouTube. Джеймсу, младшему брату исчезнувшей Хезер Донахью, кажется, что на одном из фрагментов, снятом в доме ведьмы, виден женский силуэт. Он решает отправиться в лес на поиски этого дома, надеясь, что его сестра может быть всё ещё там. Компанию Джеймсу составляет Лиза, которая хочет снять документальный фильм, а также их друзья Питер и Эшли. Позже к ним присоединяются Лейн и Талия, которые и нашли в лесу видеокамеры. Группа оснащена различной аппаратурой для записи, в том числе GPS-навигаторами, мини-камерами, закреплёнными на голове, а также дроном с камерой.
Компания пробирается в лесную чащу. Ночью вокруг лагеря слышны громкие звуки ломающихся веток или падающих деревьев, а утром молодые люди обнаруживают висящие вокруг человекообразные фигурки из палочек, символы ведьмы. Все напуганы и хотят вернуться к машинам. По дороге выясняется, что Лейн и Талия подделали фигурки, потому что хотели, чтобы компания вернулась, так как в лесу их может ждать реальная опасность. Питер прогоняет Лейна и Талию, и дальше группа из четверых оставшихся идёт в сторону забора вокруг леса. Однако, пройдя несколько часов, компания оказывается на том месте, где они прошлой ночью разбили лагерь. Эшли становится хуже, и они решают снова переночевать на том же месте в палатках. Дрон, при помощи которого Лиза хочет обследовать местность в поисках ручья или забора, ломается и падает, попадая в крону дерева.
Ночью Питер идёт за дровами, однако снова слышит вокруг звуки ломающихся веток и пытается убежать от звуков преследования. На него падает дерево и он слышит, что кто-то приближается. Джеймс отправляется на поиски, но находит только упавшее дерево и фонарик Питера. Джеймс и Лиза пытаются спать, а когда срабатывает будильник, обнаруживают, что хотя уже 7 часов утра, вокруг так же темно, как ночью. Вокруг палаток снова появляется множество человекообразных фигурок из палочек. Внезапно появляются оборванные Лейн и Талия без рюкзаков. Издалека Лейн кричит, что они бродят по лесу уже пять дней, и солнце не встаёт. Талия подходит к палаткам и замечает, что на одной из фигурок её волосы, выкрашенные в синий цвет. Эшли выхватывает из рук Талии фигурку и ломает её, и в этот миг сама Талия также разламывается пополам. Невидимая сила поднимает палатки и бросает их на землю. В ужасе Джеймс, Лиза и Эшли разбегаются. Эшли замечает на дереве дрон и пытается достать его, но нечто сбрасывает её с дерева и утаскивает в темноту.
Джеймс и Лиза находят друг друга и пытаются искать Эшли. Начинается дождь. Вдруг они видят перед собой деревянный дом, который искали. В доме кричит женщина, и Джеймс, думая, что это Хезер, идёт внутрь, несмотря на протесты Лизы. В доме, где множество коридоров и комнат, он слышит шаги и видит убегающую женскую фигуру, за которой следует с этажа на этаж. Лиза ждёт на улице, но вдруг видит за деревьями неизвестное существо высокого роста с длинными вытянутыми конечностями; испугавшись, она скрывается в доме в поисках Джеймса. Она встречает обезумевшего Лейна, который сбрасывает Лизу в подвал. Ей удаётся выбраться через подземный тоннель, однако на неё вновь нападает Лейн, которого она в темноте убивает ножом. Существо с длинными конечностями появляется из туннеля и начинает гнаться за Лизой, и та бежит наверх, тем самым создавая парадоксальное видео, которое и привело их всех в эти леса. Оказавшись на чердаке, она обнаруживает там Джеймса. Снаружи здания появляется яркое свечение, указывающее на прибытие ведьмы. Когда существо врывается в комнату, Джеймс просит Лизу повернуться к стене и закрыть глаза, так как оно не тронет их, если на него не смотреть.
Джеймсу начинает казаться, что с ним говорит Хезер, он оборачивается, и существо утаскивает его. Лиза пытается выбраться из дома, повернув камеру назад. Когда она слышит голос Джеймса, то тоже оборачивается. На неё что-то набрасывается, и камера падает на землю.

## В ролях
| Актёр                | Роль           |
| -------------------- | -------------- |
| Джеймс Аллен Маккьюн | Джеймс Донахью |
| Калли Эрнандес       | Лиза Арлингтон |
| Корбин Рейд          | Эшли           |
| Брэндон Скотт        | Питер          |
| Уэс Робинсон         | Лейн           |
| Вэлори Керри         | Талия          |

## Производство
| Рейтинги критиков | Рейтинги критиков |
| Издание           | Оценка            |
| ----------------- | ----------------- |
| IndieWire         | B                 |

Съёмки фильма проходили в Ванкувере в мае и июне 2015 года в обстановке тотальной секретности.